# Taks-ordenen (Taxales)
Taks-ordenen var tidligere regnet for en separat orden, med kun en familie – Taks-familien (Taxaceae).
I dag regnes Taks-familien som en del af Gran-ordenen (Pinales).